# Campeonato Paulista de Futebol de 1950 - Segunda Divisão
O Campeonato Paulista de 1950 - Segunda Divisão foi a quarta edição promovida pela Federação Paulista de Futebol. O campeão foi o Radium, que venceu o Botafogo na final, numa série melhor de quatro partidas, e foi promovido para a Primeira Divisão de 1951.
Ponte Preta e Comercial de São Paulo foram convidados pela FPF a disputar a Primeira Divisão do ano seguinte.

## Forma de disputa
54 equipes foram divididas em 5 grupos, disputado por pontos corridos em turno e returno, onde os 2 primeiros colocados avançaram à segunda fase. Os 8 times classificados foram divididos em 2 grupos de 5 cada, e o vencedor de cada grupo disputou a final.

## Classificação da primeira fase
| 1  | Francana (Franca)                   | 33 |
| 2  | Botafogo (Ribeirão Preto)           | 31 |
| 3  | Orlândia (Orlândia)                 | 24 |
| 4  | Inter de Bebedouro (Bebedouro)      | 23 |
| 5  | Uchoa (Uchoa)                       | 22 |
| 6  | Olímpia (Olímpia)                   | 21 |
| 6  | América (São José do Rio Preto)     | 21 |
| 8  | Monte Azul (Monte Azul Paulista)    | 14 |
| 9  | São Joaquim (São Joaquim da Barra)  | 11 |
| 10 | Motoristas Futebol Clube (Barretos) | 10 |
| 10 | Barretos (Barretos)                 | 10 |

| 1  | Linense (Lins)                             | 34 |
| 2  | AA São Bento (Marília)                     | 31 |
| 3  | Corinthians (Presidente Prudente)          | 30 |
| 4  | Prudentina (Presidente Prudente)           | 29 |
| 5  | Noroeste (Bauru)                           | 25 |
| 6  | Bauru (Bauru)                              | 23 |
| 7  | São Paulo (Araçatuba)                      | 20 |
| 8  | Ferroviária (Assis)                        | 18 |
| 9  | Garça FC (Garça)                           | 17 |
| 10 | Atlético Brasil Clube (Paraguaçu Paulista) | 16 |
| 11 | Tupã FC (Tupã)                             | 12 |
| 12 | Bandeirante (Birigui)                      | 11 |

| 1  | XV de Jaú (Jaú)                 | 26 |
| 2  | Ferroviária (Botucatu)          | 22 |
| 2  | São Paulo (Araraquara)          | 22 |
| 4  | Paulista FC (Araraquara)        | 19 |
| 4  | Ararense (Araras)               | 19 |
| 6  | Velo Clube (Rio Claro)          | 18 |
| 7  | Pirassununguense (Pirassununga) | 17 |
| 8  | Comercial de Araras (Araras)    | 16 |
| 9  | Palmeiras FC (Jaú)              | 14 |
| 10 | Rio Claro (Rio Claro)           | 07 |

Ferroviária venceu o São Paulo de Araraquara numa partida de desempate e avançou para a Segunda fase.
| 1  | Radium (Mococa)                               | 29 |
| 2  | Riopardense (São José do Rio Pardo)           | 29 |
| 2  | Sanjoanense (São João da Boa Vista)           | 24 |
| 4  | Rio Pardo (São José do Rio Pardo)             | 23 |
| 5  | Ginásio Pinhalense (Espírito Santo do Pinhal) | 18 |
| 6  | Ponte Preta (Campinas)                        | 16 |
| 6  | Inter de Limeira (Limeira)                    | 16 |
| 8  | Mogiana (Campinas)                            | 14 |
| 9  | Piracicabano (Piracicaba)                     | 09 |
| 10 | Comercial (Limeira)                           | 02 |

| 1  | São Caetano EC (São Caetano do Sul)  | 31 |
| 2  | Comercial (São Paulo)                | 27 |
| 2  | CA Votorantim (Sorocaba)             | 26 |
| 4  | Corinthians (Santo André)            | 24 |
| 5  | Taubaté (Taubaté)                    | 21 |
| 5  | Estrela da Saúde (São Paulo)         | 21 |
| 7  | Portofelicense (Porto Feliz)         | 20 |
| 8  | São João (Jundiaí)                   | 14 |
| 8  | São Bernardo (São Bernardo do Campo) | 14 |
| 10 | Paulista (Jundiaí)                   | 12 |
| 11 | Palestra (São Bernardo do Campo)     | 08 |

|  |                                   |
|  | Classificados para a segunda fase |
|  | Eliminados na primeira fase       |